# Aérodrome d'Uzès
L’aérodrome d'Uzès (code OACI : LFNU) est un aérodrome du département du Gard, situé à Uzès.

## Situation
L'aérodrome est situé à 8 km au nord-nord-ouest d'Uzès.

### Venir en avion
LFNU – Aérodrome à usage restreint
- A/A: 123,5 MHz
- Piste : 17/35, longueur 1 060 m

Coordonnées du terrain :
- latitude : 44° 5' 0" N
- longitude : 4° 23' 38" E
- déclinaison : 0° W (05)

### Venir en voiture
En venant d’Uzès : (10 min) :
- Prendre la D 979 au nord de la ville d’Uzès ;
- Aérodrome indiqué sur la droite après 10 km au niveau de Belvezet.

En venant de Bagnols sur Cèze : (30 min) :
- Prendre la route d’Alès sur 22 km (D 6) ;
- Avant Vallérargues, dans le rond point prendre direction Uzès à gauche (D 979) ;
- Aérodrome est indiqué sur la gauche après 6 km au niveau de Belvezet.

## Agrément
L'aérodrome d'Uzès fait partie de la liste no 3 (aérodromes à usage restreint) des aérodromes autorisés au 31 janvier 2010 (décret : NOR :DEVA1012766K ). Réservé aux aéronefs qui y sont basés et à ceux qui sont basés sur les aérodromes voisins. Utilisable par les hélicoptères dans des conditions définies par le directeur de la sécurité de l'aviation civile Sud-Est.

## Services
École de vol avion PPL, École de vol ULM, vols découvertes, vols d'initiation, perfectionnement

## Infrastructures
Cet aérodrome dispose de 4 hangars, deux pour le club avion, un autre pour les avions privés, et un dernier pour le club ulm. Un club house est également présent. Dans ce dernier ont été tournées quelques scènes du long métrage Je t' aime moi non plus de Serge Gainsbourg[réf. nécessaire].

## Rattachements
Uzès est un petit aérodrome ne disposant pas de services de la DGAC. Pour l'information aéronautique, la préparation des vols et le dépôt des plans de vol il est rattaché au BRIA (Bureau régional d'information aéronautique) de l'aéroport Marseille-Provence. Le suivi des vols sous plan de vol et le service d'alerte sont assurés par le BTIV (Bureau de télécommunications et d'information de vol) du Centre en route de la navigation aérienne Sud-Est situé à Aix-en-Provence.